# 王克己
王克己，元朝延安中部（今陕西省黄陵县）人。
其父王伯通去世，王克己负土筑坟，在墓侧结庐。貊高纵兵暴掠，县民全都逃走，只有王克己守墓不去。家人喊他躲避兵祸，王克己说：“我立誓守墓三年，以报我的父亲，虽死不可弃。”于是不去。不久兵至，见他身穿衰绖，形容憔悴，说：“这是孝子！”于是不忍加害，最后王克己终丧而归。